# Johannes Kichlefeldt
Johannes Kichlefeldt (auch Kihlefeldt geschrieben; * 10. Novemberjul. / 23. November 1901greg. in Tallinn, Gouvernement Estland; † 24. Juni 1981 in Järvakandi, Estnische SSR) war ein estnischer Fußballspieler deutsch-baltischer Herkunft.

## Karriere
Johannes Kichlefeldt wurde im Jahr 1901 in der estnischen Hauptstadt Tallinn geboren. Im Alter von 14 Jahren begann er bei einem lokalen Verein mit dem Fußballspielen. Von 1918 bis 1920 nahm Kichlefeldt am estnischen Freiheitskrieg gegen Sowjetrussland teil. Anschließend trat er dem SK Tallinna Sport bei. Mit diesem gewann er in den Jahren 1921, 1924 und 1925 jeweils die Estnische Fußballmeisterschaft. Im Juli 1924 debütierte Kichlefeldt für die Estnische Fußballnationalmannschaft gegen Schweden in Stockholm. Im Jahr 1924 nahm er mit der Nationalelf an den Fußballwettbewerben der Olympischen Sommerspiele in Paris teil, bei dem er ohne Einsatz blieb. Im Jahr 1926 absolvierte er das letzte von insgesamt neun Länderspielen gegen Polen. Im Alter von 26 Jahren beendete Kichlefeldt seine Fußballkarriere. Im Zweiten Weltkrieg diente er als Soldat. Er überlebte den Krieg und arbeitete fortan als Polizist in der nun zur Sowjetunion gehörenden Teilrepublik Estland, wo er im Jahr 1981 in Järvakandi starb.

## Erfolge
- Estnischer Meister: 1921, 1924, 1925